# Sebastian von Ammon
Sebastian Erhard von Ammon (* 19. Juli 1968 in Tegernsee, Bayern) ist ein deutscher Jurist. Er war von 2017 bis 2023 Staatssekretär im Thüringer Ministerium für Migration, Justiz und Verbraucherschutz.

## Leben
Von Ammon absolvierte nach dem Schulbesuch ein Studium der Rechtswissenschaft an den Universitäten in Heidelberg, Lausanne und München, das er im Jahr 1994 mit der Ersten Juristischen Staatsprüfung beendete. Nach dem Referendariat legte er im Jahr 1996 die Zweite Juristische Staatsprüfung ab. Ab 1997 war er im richterlichen Dienst des Freistaates Thüringen tätig, unter anderem an den Amtsgerichten in Stadtroda und Altenburg sowie am Landgericht Gera. Nach einer Abordnung an das Thüringer Justizministerium und einem Aufenthalt in Riga als Langzeitberater des lettischen Justizministeriums war er als Referent am Thüringer Verfassungsgerichtshof in Weimar tätig. Seit Dezember 2014 leitete er das Minister- und Staatssekretärbüro im Thüringer Ministerium für Migration, Justiz und Verbraucherschutz.
Er wurde vom Thüringer Ministerpräsidenten Bodo Ramelow zum 1. Juni 2017 zum Staatssekretär ernannt. Er folgt damit Silke Albin, die zum 30. Mai 2017 als Staatssekretärin ausschied. Am 31. Januar 2023 schied er aus diesem Amt aus. Ihm folgte Meike Herz nach.

## Veröffentlichungen
Die Urteilsverfassungsbeschwerde zum Thüringer Verfassungsgerichtshof. Aufsatz, in: ThürVBl 2014, 181–185.